# جوستين فرانجولي أرجيريس
جوستين فرانجولي أرجيريس (اليونانية: Ιουστίνη Φραγκούλη-Αργύρη؛ ولدت عام 1959) هي كاتبة وصحفية يونانية. ولدت في جزيرة ليفكادا اليونانية، حيث أكملت تعليمها الابتدائي والثانوي. وتخرجت من قسم العلوم السياسية في كلية القانون في جامعة أثينا، تساهم فرانجولي أرجيريس في الصحافة وفي الإذاعة والتلفزيون وكذلك المجلات اليونانية منذ عام 1983 حتى الآن.

## روابط خارجية
- http://www.huffingtonpost.com/justine-frangouliargyris/
- http://www.spyridon.ws/EN/author/frangouli_author.html